# غارفيلد هاريسون
غارفيلد هاريسون (8 مايو 1961 - ) (بالإنجليزية: Garfield Harrison)‏ هو لاعب كريكت أيرلندي. شارك مع منتخب أيرلندا للكريكت.